# حديقة رايدنج ماونتن الوطنية (كندا)
حديقة رايدنج ماونتن الوطنية هي حديقة وطنية في مانيتوبا، كندا. تقع الحديقة داخل منطقة المعاهدة 2 وتقع فوق جرف مانيتوبا. تتكوّن من منطقة محميذة 2,969 كـم2 (1,146 ميل2), تقف الحدائق الحرجية في تناقض حادّ مع أراضي البراري الزّراعية المحيطة. تمّ تصنيفها كمتنزه وطني لأنّها تحمي ثلاثة أنظمة بيئيّة مختلفة تتلاقى في المنطقة؛ المراعي والغابات الشّمالية والشّرقية النّفضية المرتفعة. يمكن الوصول إليه بسهولة عن طريق الطّريق السّريع 10 الّذي يمرّ عبر المنتزه. يقع المدخل الجنوبي في موقع مدينة واساغامينغ، وهو المركز التّجاري الوحيد داخل حدود المنتزه.

## تاريخ

### السكان الأصليين
لعدّة آلاف من السّنين، عاشت شعوب الأمم الأولى في المنطقة. لقد كانت موطنًا لشعب الكري والأسينيبوين ولاحقًا لشعب الأوجيبوي. لا يزال الأوجيبواي يعيشون في المنطقة حتّى اليوم.
فرقة أوكانيز، الّتي تسمّى الآن أمّة كيسيكووينين أوجيبواي الأولى، تعيش في المنطقة المحيطة بواساغامينغ، في وادي نهر ساسكاتشوان الصّغير. قامت الفرقة بالصّيد والصّيد في الأرض المحيطة ببحيرة كلير. كما استخدموا الأرض الواقعة جنوب غرب الجبل لمطاردة الجاموس وصنع البيميكان.

### تجارة الفراء والمستكشفون الأوروبيون
تمّ إنشاء مركز تجارّي لأوّل مرّة على بحيرة دوفين شمال منتزه رايدنج ماونتن الوطني الحالي من قبل شركة خليج هدسون عام 1741. استكشف بيير دي لا فيريندري وأبناؤه المنطقة وتاجروا مع الأمم الأولى، الّذين قاموا بالصّيد وصيد الأسماك في المنطقة لسنوات. شارك الأوجيبواي في تجارة الفراء في رايدنج ماونتن هاوس وفورت إليس. أنشأت شركة هدسونس باي شركة رايدينغ ماونتين هاوس للتّجارة مع شعب أوجيبوي بقيادة الرّئيس أوكاناسي ثم الرئيس كيسيكووينين. بعد وفاة الزّعيم أوكانيزي عام 1870، أصبح ابنه ميكيس رئيسًا. في عام 1871، وقع ميكيس على المعاهدة رقم 2.
في عام 1858، أصبح هنري يول هند، أستاذ الأحياء والكيمياء في جامعة تورنتو، واحدًا من أوائل المستكشفين الكنديين الّذين وصلوا إلى المنطقة الّتي يشملها الآن منتزه رايدنج ماونتن الوطنيّ أثناء مسحه لمانيتوبا وساسكاتشوان الحاليّين بمساعدة من العديد من المساعدين وشعوب الأمم الأولى.

### إنشاء الحديقة
في عام 1895، 3,975 كيلومتر مربع (1,535 ميل2) من الأراضي في رايدنج ماونتن تمّ تصنيفها كمحميّة للأخشاب من قبل وزارة الدّاخلية. كان قانون محميّة غابات دومينيون، الّذي صدر في عام 1906، وقانون محميّة غابات دومينيون والمتنزهات، الّذي صدر في عام 1911، من بين أولى الحماية الملزمة قانونًا للمنطقة. في عام 1906، قام مشرف الغابات بمراقبة تصاريح قطع الأخشاب، والّتي كانت تصدر فقط للمستوطنين في المنطقة.
في 27 أكتوبر 1927، تمّ استدعاء اجتماع لممثّلي المجتمعات المحيطة إلى دار المحكمة في نيباوا، مانيتوبا لمناقشة اقتراح بتعيّين محميّة غابة رايدنج ماونتن كمتنزه وطني. يهدف الاجتماع بقيادة جيه إن مكفادين إلى تسليط الضّوء على الاختلافات بين محميّة الغابات والمنتزه الوطني للمقيمين. على الرّغم من أنّ البعض أراد أن تكون الحديقة الوطنيّة موجودة في متنزه وايت شيل، فقد صوتّت الأغلبيّة لصالح وضعها في رايدينغ ماونتن. ونتيجة لتخصيص المنطقة كمتنزه وطني، توقّفت عمليات قطع الأشجار.

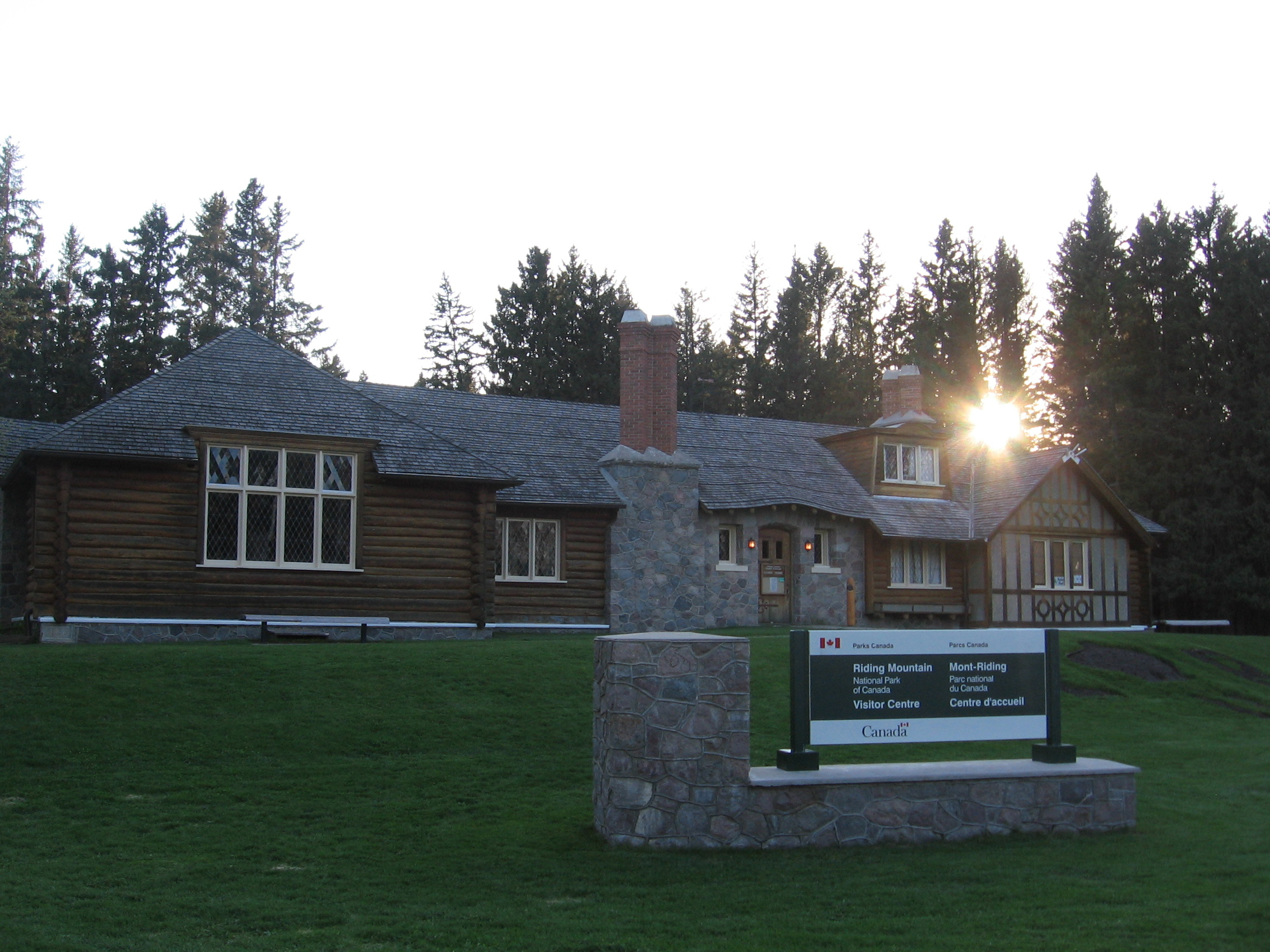
مركز رايدينغ ماونتن الوطني بارك التفسيري في واساغامينغ، الذي بني في عام 1933.

تمّ تخصيص محميّة الغابة كمتنزه وطني في عام 1929، وتمّ إعلانها رسميًّا عن حديقة رايدنج ماونتن الوطنيّة في 30 مايو 1933  افتتحت الحديقة للزّوار في 26 يوليو من ذلك العام، حيث كشف نائب حاكم مانيتوبا جيمس دي ماكجريجور عن ركام من الحجارة وألقى خطابًا في حفل التّكريس. وكان من بين الحضور رئيس وزراء مانيتوبا جون براكن، ووزير الموارد الطّبيعية جي إس ماكديرميد، وتوماس جي مورفي، وزير الدّاخلية. تمّ إنشاء جزء كبير من البنية التّحتية العامّة في منتزه رايدنج ماونتن الوطني خلال ثلاثينيّات القرن العشرين من قبل العمّال المشاركين في برامج الإغاثة من الكساد الكبير في كندا. عشرة معسكرات إغاثة أشرف عليها جيمس واردل. تمّ توفير التّمويل لبرامج الإغاثة هذه بموجب قانون إغاثة البطالة لعام 1930 وقانون الأشغال العامة والبناء لعام 1934. في عام 1932، كان معظم عمال الإغاثة بريطانيين وكان أكثر من نصفهم من وينيبيغ. في هذا الوقت11⁄2تمّ بناء المركز التفسيري المكون طابقًا والعديد من المباني الأخرى من الخشب، ويتميز العديد منها بالطراز المعماري الريفي. لقد نجا الكثير من هذا البناء المبكر.
في عام 1936، أُجبرت فرقة كيسيكووينن أوجيبواي على مغادرة منطقة المنتزه. وافقت وزارة الشّؤون الهنديّة على ذلك لأنّ العيش في البريّة الغنيّة كان مخالفًا لمفهوم الاستيعاب من خلال العمل الزراعي. أُجبرت عائلة كيسيكووينن على مشاهدة موظفي الحديقة وهم يحرقون منازلهم.

### البومة الرمادية

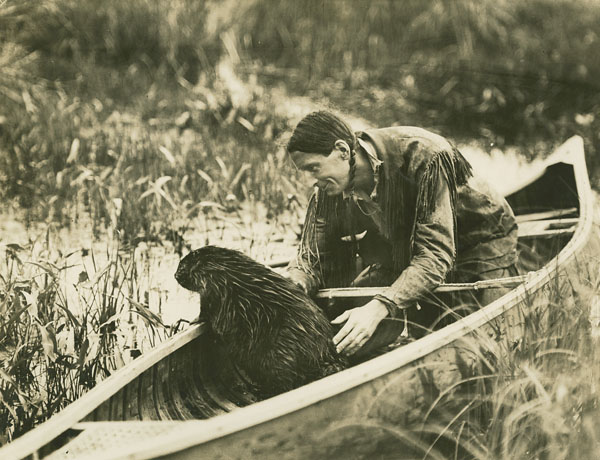
البومة الرمادية في الزورق

في الأيّام الأولى لمنتزه رايدنج ماونتن الوطني، عرض مفوّض فرع الحدائق جيمس هاركين على أرشيبالد بيلاني (18 سبتمبر 1888 - 13 أبريل 1938) وظيفة في المنطقة. كان بيلاني، الّذي تبنى اسم البومة الرمادية عندما حصل على هويّة الأمم الأولى كشخص بالغ، كاتبًا وأصبح واحدًا من أوائل دعاة الحفاظ على البيئة في كندا. في يوم 17 من شهر أبريل لعام 1931، وصل غراي أوول مع اثنين من القنادس إلى بحيرة منعزلة على بعد عدة كيلومترات شمال واساغامينغ والّتي تمّ اختيارها من قبل موظفي الحديقة. أمضى ستّة أشهر يعيش في كوخ في حديقة رايدنج ماونتن الوطنيّة في الدّراسة والعمل مع الحياة البرّية، بما في ذلك اثنين من القنادس يدعى جيلي رول وجلد خام. كان هدفه الرّئيسي في الحديقة هو إعادة إنشاء مستعمرات القنادس في المناطق الّتي تم إبادتها فيها. تبيّن أن منتزه رايدنج ماونتن الوطني هو موطن غير مناسب للقنادس، حيث أدّى الجفاف في الصّيف إلى انخفاض منسوب مياه البحيرة وركودها. كان كل من القنادس وبيلاني غير راضين عن الوضع، مما دفع بيلاني للبحث، بدعم من فرع دومينيون باركس، عن ظروف معيشية أفضل. انتقل لاحقًا إلى حديقة الأمير ألبرت الوطنية، حيث كان هناك ممر مائي أكبر حجمًا وخطر أقل لتجميد البحيرات إلى القاع في الشّتاء. على الرغم من رحيله في نهاية المطاف، إلا أن الحديقة بها الآن عدد كبير من القنادس، ويرجع ذلك جزئيًا إلى جهوده. يمكن الوصول إلى أماكن معيشته السابقة، والمعروفة الآن باسم "كوخ البومة الرمادية"، عبر مسار المنتزه.

### معسكر أسرى الحرب في وايت ووتر
خلال الحرب العالمية الثانية، كانت حديقة رايدنج ماونتن الوطنيّة موطنًا لمعسكر العمل في وايت ووتر لأسرى الحرب الألمان. تمّ تشغيل المعسكر من عام 1943 إلى عام 1945، وقد تمّ بناؤه على الشّاطئ الشّمالي الشّرقي لبحيرة وايت ووتر، على بعد حوالي 300 كيلومتر (190 ميل) شمال غرب وينيبيغ. يتكوّن المعسكر من خمسة عشر مبنى ويأوي 440 إلى 450 أسير حرب. كان قرار إنشاء مشروع عمل أسرى الحرب في منتزه رايدنج ماونتن الوطنيّ نتيجة لنقص حطب الوقود في شتاء عامي 1942 و1943. لتحرير الرّجال من أجل المجهود الحربيّ، تقرّر توظيف أسرى الحرب. وبعد انتهاء الحرب وتحقيق فائض من حطب الوقود، أُغلق المعسكر في أواخر عام 1945. في عام 1945 ظهر إعلان في صحيفة تريبيون يطلب بيع المباني المملوكة للحكومة. وتمّ تفكيك المخيم منذ ذلك الحين.

### تسوية مطالبات الأراضي
في عام 1896، منحت الحكومة الكنديّة الأراضي المجاورة لبحيرة كلير المعروفة باسم IR 61A إلى كيسيكووينن اوجبواي لحمايتها من زحف المستوطنات. وفي عام 1935، صادرت الحكومة هذه الأرض لإنشاء الحديقة. قامت الحكومة بإخلاء أوجيبواي الّذين كانوا يعيشون على الأرض من داخل حدود المنتزه وأبعدتهم بالقوّة إلى المحميّة الرّئيسية، IR 61، الّتي كانت خارج حدود المنتزه. في تقرير عن وساطة الأمّة الأولى في كيسيكووينين في عام 1906 بشأن التّفاوض بشأن المطالبة بالأرض، تمّت الإشارة إلى دراسة أجراها ستيوارت ديفيز من شركة الاستشاريينInc. لوصف تجربة كبار السّن الّذين تّم إجلاؤهم. وذكرت روايات الشّيوخ أن منازلهم أحرقت وسويت بالأرض، وأنّه تمّ استخدام القوة غير المبررة أثناء عملية الإخلاء. وأشار ديفيز إلى أن "العديد من الحكماء ذكروا أن امرأة توفيت بنوبة قلبية أثناء الإخلاء". في عام 1994، بعد حل مطالبة محددة بالأرض مع وزارة الشؤون الهندية والشّمالية الكندية، أعيدت الأرض إلى أمة كيسيكووينين الأولى وتم إجراء تسوية بقيمة 4.9 مليون دولار بموجب سياسة المطالبات المحددة.
في قضية مطالبة منفصلة، أدّى بناء خط السّكك الحديديّة في عام 1904 عبر المحميّة الرّئيسية، IR 61، من قبل الشّركة الوطنيّة الكنديّة (CN)، إلى قطع جزء من الأرض بشكل دائم عن IR 61. سلّمت الأمّة الأولى طوعًا هذا الجزء من الأرض حتّى تتمكّن الحكومة من بيعه، على أن يتمّ استخدام العائدات لشراء قطعة أرض أخرى مجاورة لمحميّة IR 61A الحالية. في حين تمّ تسليم قطعة الأرض المتضرّرة من IR 61 وبيعها، وتمّ شراء الأرض المجاورة لـ IR 61A من قبل الحكومة، إلا أنّها لم تتمّ إضافتها رسميًّا إلى احتياطي IR 61A. قدمت تسوية في عام 2005 تعويضًا عن الاستخدام المفقود للأرض، حيث قدمت 6,999,900 دولار كتعويض نقدي، وأعادت الأرض إلى الأمّة الأولى.

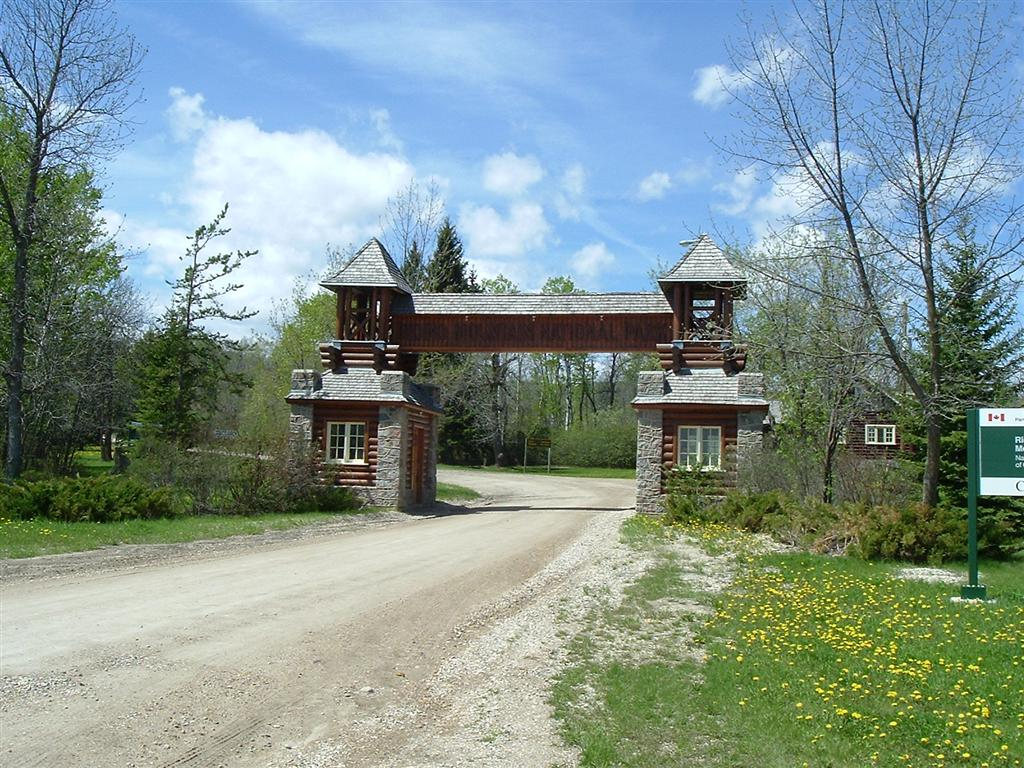
مجمع تسجيل Riding Mountain East Gate

### السنوات اللاحقة
في عام 1965 ذكرت صحيفة وينيبيج تريبيون أنّ نصف مليون زائر يدخلون الحديقة سنويًّا. في عام 1970 قامت الملكة إليزابيث الثانية والأمير فيليب والأمير تشارلز والأميرة آن بزيارة الحديقة خلال جولتهم في مانيتوبا. في عام 1983، في الذّكرى الخمسين لافتتاح الحديقة، تمّ نصب نصب تذكاري جنوب المركز التّفسيري. في التّسعينيات، تمّت إعادة الأراضي الّتي تمّت إزالتها من كيسيكووينن في عام 1930 من قبل وزارة الدّاخلية إليهم بعد المطالبة بالأرض. في عام 2013، احتفلت حديقة رايدنج ماونتن الوطنيّة بالذّكرى الثّمانين لإنشاء وافتتاح الحديقة. كانت أوّل حديقة وطنية في مانيتوبا، وواحدة من أولى الحدائق في غرب كندا. وتضمّنت الاحتفالات بالذّكرى السّنوية إعادة تمثيل حفل افتتاح الحديقة الرسمية، إلى جانب برامج الفنون والثقافة والحياة البرّية على مدار العام.

## جغرافية
يرتفع منتزه رايدنج ماونتن الوطنيّ أكثر من 457 متر (1,499 قدم) فوق الأراضي الزّراعية المحيطة بمانيتوبا. يعد جبل رايدنج أعلى نقطة في المنطقة، ويحده جرف مانيتوبا في الشّرق، ونهر الوادي ونهر ويلسون في الشّمال، ووادي في الغرب. وإلى الغرب يوجد سهل ساسكاتشوان.
تغطّي محميّة رايدنج ماونتن للمحيط الحيوي 15000 كيلومتر مربّع من الأراضي في جنوب غرب مانيتوبا، وتغطي المنطقة الأساسيّة، منتزه رايدنج ماونتن الوطنيّ (RMNP)، ما يقرب من 3000 كيلومتر مربّع. وهو على بعد 300 كم من شمال غرب وينيبيغ، مانيتوبا. المناخ المحلي بارد ورطب بسبب ارتفاع أعلى من المنطقة المحيطة. نظرًا لهذه الظّروف الفريدة، توجد العديد من الأنظمة البيئيّة المختلفة في المنطقة المجاورة للمنتزه، بما في ذلك الغابة النّفضية والغابات الشّمالية والأراضي العشبيّة.

## جيولوجيا
خلال العصر الجليديّ الأخير، تمّ القضاء على معظم الغطاء النّباتي في منطقة رايدنج ماونتن، وبقي الأمر على هذا النّحو بعد تراجع الأنهار الجليديّة منذ 12500 عام. تمّ نحت مرتفعات جبل رايدنج ماونتن والسّهول المحيطة بها وجرف مانيتوبا في العصر الثّالث، لكنّ الصّفائح الجليديّة في فترة العصر الجليديّ عدلت تصريف الأرض ومظهرها. فقط حركة الطّبقة الجليديّة الأخيرة في هذه الفترة تركت أثراً واضحاً على معالم المنطقة. منذ حوالي 11500 عام، بدأت غابة تهيمن عليها شجرة التّنوب في الظّهور مكانها، وكانت بعض النباتات عبارة عن رماد، وعرعر، ونبات البردي، والجاموس، والحور الرجراج. بعد هذا الوقت كان المناخ جافًا وانخفضت نسبة شجرة التّنوب. خلال الذروة المناخية للهولوسيني حتى 6500 سنة مضت، زادت كمية الأعشاب والشّجيرات والأعشاب في الحديقة. وفي نهاية هذا الوقت ظهر البندق المنقاري وزادت كمية خشب البلوط وأصبح المناخ أكثر برودة ورطوبة. منذ ما يصل إلى 2500 عام، انخفضت كمية أنواع الأراضي العشبيّة بشكل عام وهاجرت الغابات الشّمالية إلى منطقة رايدنج ماونتن. في هذه اللحظة بدأت النّظم البيئية تشبه تلك الموجودة اليوم، حيث أصبحت الأنواع مثل نبات الطمارق والتنوب وجار الماء والصنوبر والتنوب أكثر شيوعًا. العديد من الجداول التي تمرّ عبر المنتزه لها منابع في بحيرات رايدينغ ماونتين. تأتي مياه البحيرة من الينابيع الجوفية وليس من الجداول.

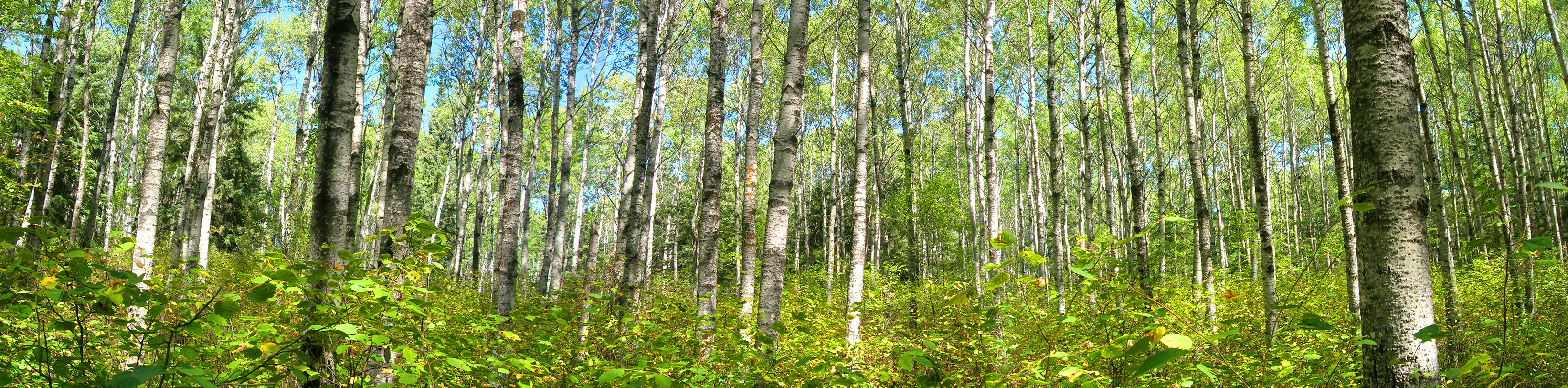
بانوراما لأشجار الحور على مسار جزيرة لون في منتزه رايدنج ماونتن الوطني.

## مناخ
المناخ في منطقة رايدنج ماونتن مشابه لمناخ المناطق الأخرى في جنوب غرب مانيتوبا. تحت تصنيف كوبن لديها مناخ قاريّ. وهي تشمل الأراضي العشبيّة والنّظم الإيكولوجيّة للغابات النّفضية الشّمالية والشّرقية المرتفعة. تتمتّع الحديقة بصيف حار وشتاء بارد، ويتراوح معدل هطول الأمطار السّنوي من 40.6 إلى 50.8سم. ويهطل حوالي 80% من الأمطار بين شهري أبريل وأكتوبر، ويكون شهر يونيو هو الشّهر الأكثر رطوبة في العام. ترجع زيادة هطول الأمطار خلال أشهر الصّيف إلى العدد الكبير من البحيرات والأراضي الرّطبة داخل المنطقة بالإضافة إلى الاضطرابات النّاجمة عن جرف مانيتوبا المحيط. خلال فصل الشّتاء على ارتفاع حوالي 732 مترًا، يبلغ متوسّط تساقط الثّلوج 127 سم. وعلى ارتفاع منخفض يبلغ حوالي 335 مترًا، ينخفض معدل تساقط الثّلوج إلى 25.4 سم. يبلغ متوسط درجة الحرارة في موقع مدينة واساغامينغ في شهر يوليو 16.5 درجة مئوية ومتوسّط درجة الحرارة في شهر يناير -19.7درجة مئوية. بشكل عام، هناك كميّة أقل من الأيام الرّطبة داخل المنتزه مقارنةً بمنطقة البراري المحيطة. تتمتع واساغامينغ برياح أخف من رياح بقيّة المنتزه بسبب غطاء الغابات المحيط بها.

## الحياة البرية

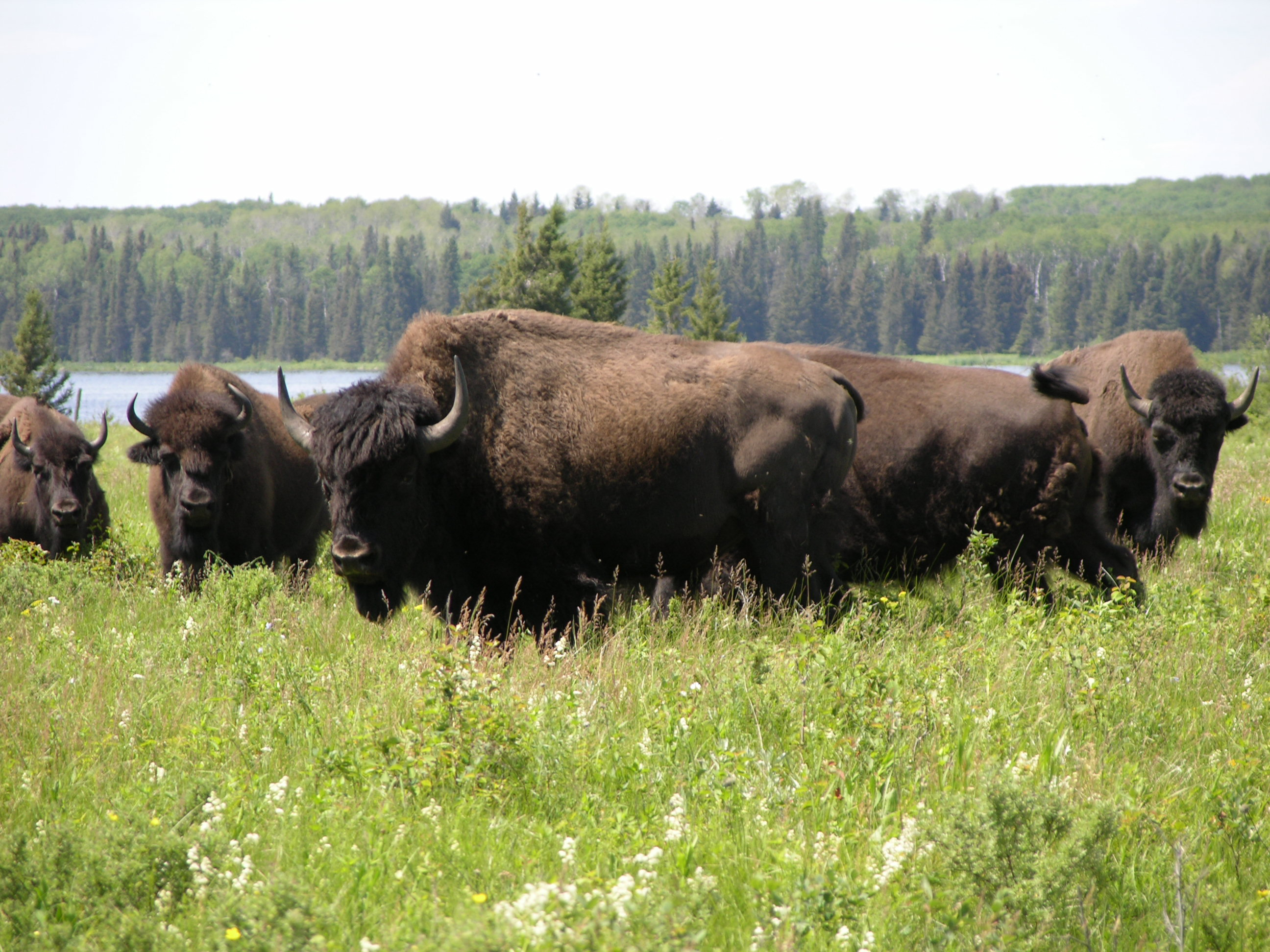
قطيع البيسون بالقرب من بحيرة أودي

### الحيوانات
الأيائل، الشيهم، القيوط، الموظ، ذئاب الأخشاب، القنادس، الوشق، الغزلان ذات الذيل الأبيض، أرانب الأحذية الثلجية، والكوجر من بين الحيوانات الّتي تتجوّل حول هذه الحديقة. تعدّ الطّيور الشّائعة والإوز الكندي من بين طيور كلير ليك. في المجمل، هناك 233 نوعًا من الطّيور لاحظها الزّوار في هذه الحديقة. تضمّ الحديقة أيضًا واحدة من أكبر تجمّعات الدّببة السّوداء في أمريكا الشّمالية. الدّب الأسود هو واحد من ستين نوعًا من الثدييات التي تعيش في الغابة داخل هذه الحديقة.
تضمّ منطقة بحيرة اودي بيسون انكلوشيور قطيعًا من حوالي أربعين بيسونًا. تمّ إعادة إدخال عشرين بيسونًا في الأصل من ألبرتا في عام 1931.

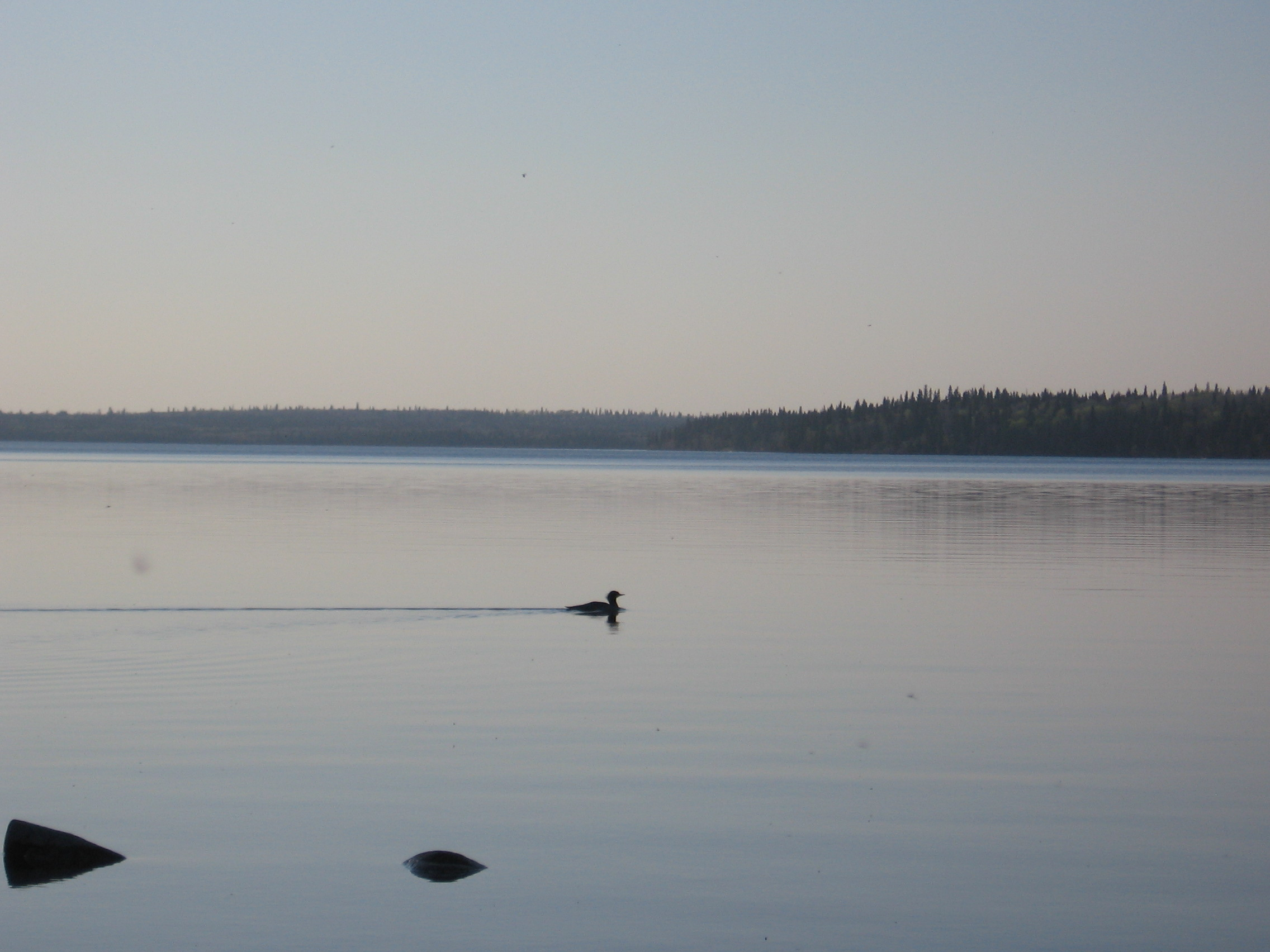
بطة في بحيرة واضحة

بحيرات المياه العذبة داخل المنتزه بما في ذلك بحيرة كلير وبحيرة أودي وبحيرة مون وبحيرة ويرلبول وغيرهم. تمّ العثور على أسماك رمادية فاتحة الّلون والأسماك البيضاء وسمك الفرخ في بحيرة كلير، ويمكن العثور على عدد محدود من قوس قزح وسمك السّلمون المرقّط في بحيرة كاثرين.

### النباتية
تشتهر حديقة رايدنج ماونتن الوطنيّة أيضًا بأزهارها البريّة ومجموعة واسعة من النّباتات الفريدة، والّتي لا يمكن رؤية معظمها في أيّ مكان آخر في مناطق البراري في كندا. هناك 669 نوعا من النّباتات في الحديقة. تشمل النّباتات الشّائعة في المنطقة الحور الحور، والحور البلسم، والبتولا الأبيض أو ورق البتولا، والتّنوب الأبيض، والتّنوب البلسمي، والصّنوبر، والتّنوب الأسود، والتّمرك، والدّردار الأمريكي، وقيقب مانيتوبا، والبلوط.

## السياحة
يمكن الوصول إلى منتزه رايدنغ ماونتن الوطنيّ بالسّيارة والحافلة من بلديتين. تقع دوفين على بعد 13 كيلومترًا إلى الشّمال وتقع براندون على بعد 95 كيلومترًا إلى الجنوب، ويتّصل بها طريق مانيتوبا السّريع 10. مع واساجامينج. يوجد في هاتين المدينتين مطارات تجاريّة، كما هو الحال في مجتمع إريكسون. يدخل طريق مانيتوبا السّريع 19 إلى المنتزه عبر منطقة الجرف من الشّرق. يلزم الحصول على تصريح لدخول منتزه رايدنغ ماونتن الوطني بالسّيارة، ويمكن شراؤه من بوابات المنتزه. في عام 1992، تمّ تعيين المدخل الشّرقي كموقع تاريخي وطني لكندا تقديراً لتصميمه المعماري التّاريخي والريفي. تمّ تصميم البوابة من قبل المهندس المعماري الكندي شاموس مارشال.

### احداث ثقافية
تشمل الفعالياّت المجتمعيّة الّتي تقام في واساغامينغ مهرجان رايدينغ ماونتن الوطني السينمائي.

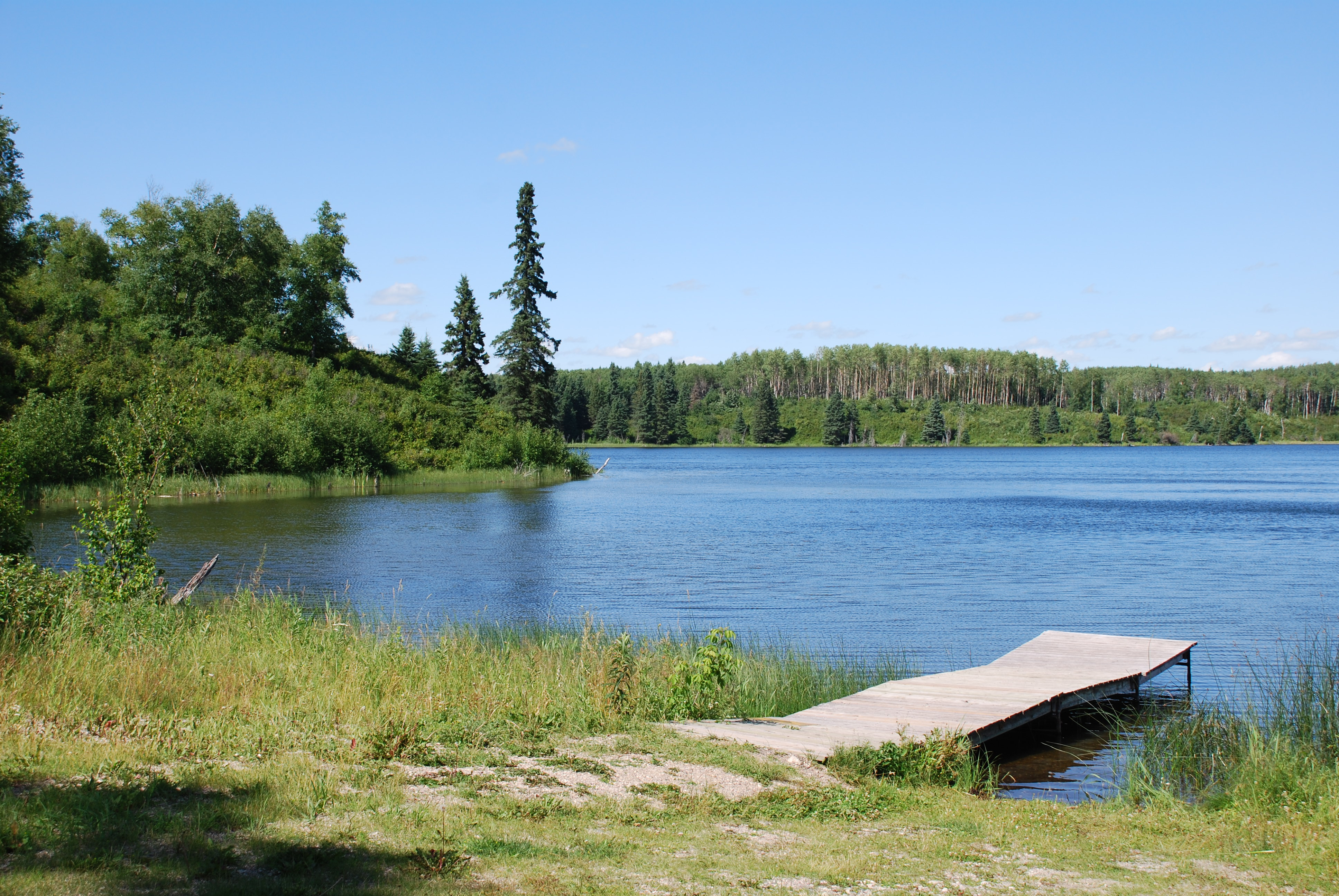
بحيرة عميقة

### مسارات
يضمّ منتزه رايدنج ماونتن الوطنيّ أكثر من 400 كـم (250 ميل) من الممرّات، وتتراوح أسطحها من العشبيّة إلى المرصوفة بالحصى. تشمل مسارات حقائب الظّهر مسار نهلا اوشر ومسار الجرف الجنوبي ومسار بحيرة تيلسون. تعد مسارات سينترال وبحيرة بالدي مسارات سهلة لركوب الدراجات بينما تعد مسارات باكهورس وجت أكثر صعوبة  يُسمح باستخدام الخيول في معظم المسارات الريفية، ويتم توفير المعدات من قبل تجار الملابس المحليين. خلال أشهر الشتاء تكون المسارات مفتوحة للتزلج الريفي على الثلج، والتي لا يتم تسييرها يوميًا.

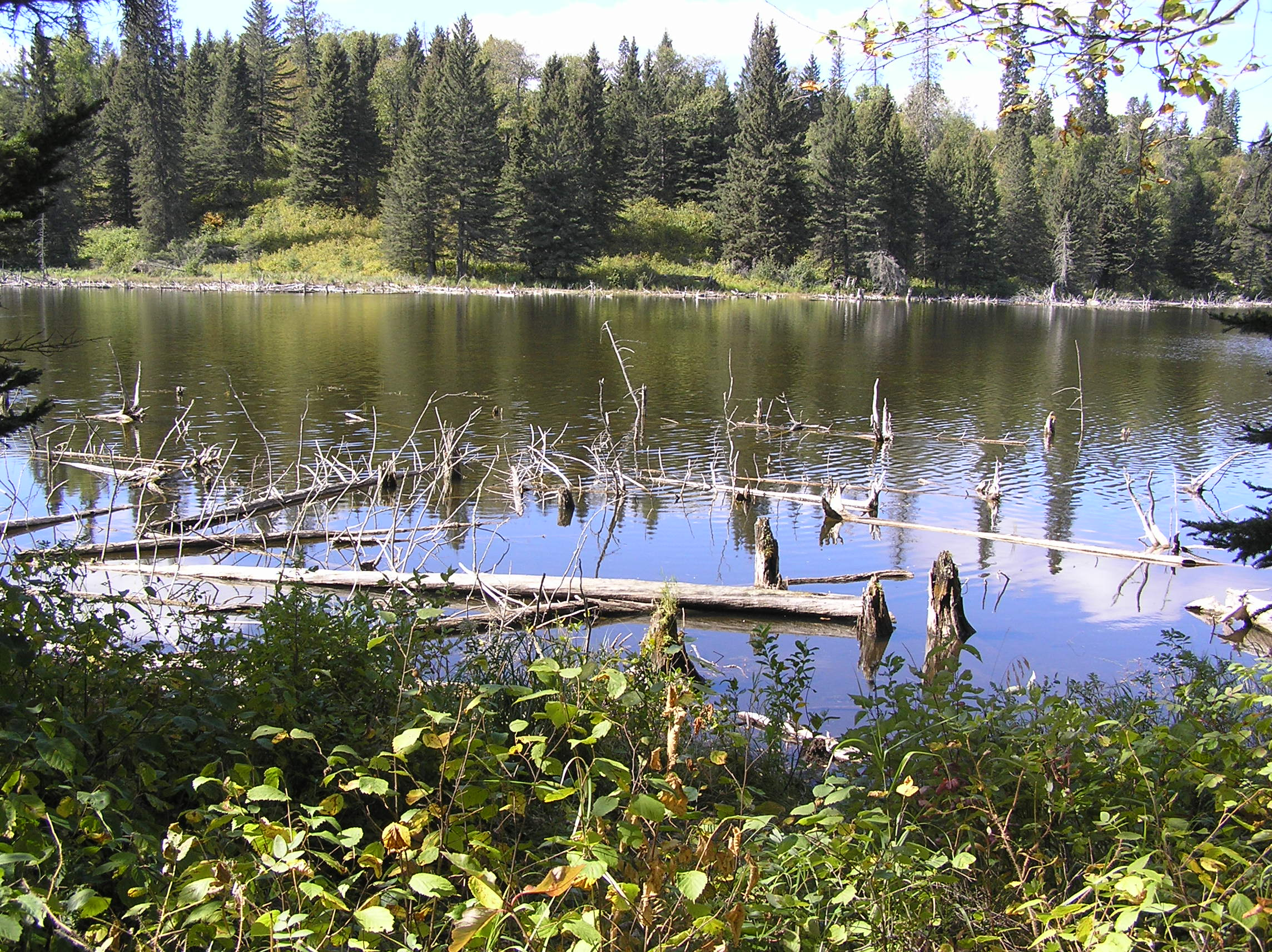
ركوب منتزه ماونتن الوطني في الريف الخلفي

### أنشطة
البحيرات المناسبة للسّباحة تشمل بحيرة كلير وبحيرة كاثرين وبحيرة أودي وبحيرة مون. معظم البحيرات الأخرى الموجودة في الحديقة ذات قيعان طينيّة، لذا فإنّ السّباحة صعبة ولكنّها ممكنة.
مخيم واساغامينغ هو مخيم متكامل الخدمات يقع بالقرب من موقع مدينة واساغامينغ وبحيرة كلير. تحتوي جميع المواقع الموجودة في مخيم واساغامينغ على صندوق إطفاء وطاولة نزهة وإمكانيّة الوصول إلى الحمامات في مواقع المخيّمات غير المخدومة، كما تمّ تجهيز مواقع الخدمة الكاملة بجميع وسائل الراحة الحديثة بما في ذلك الصرف الصحي والكهرباء والمياه وطاولة النّزهة وصندوق الإطفاء. توجد أماكن تخييم أخرى مناسبة للتخييم بالسّيارة في بحيرة أودي، ومون ليك، وديب ليك.
خيمة التّخييم متاحة في جميع المخيّمات داخل الحديقة. تمّ تخصيص مخيّم ويربوول ليك كمخيّم للتخييم فقط. يوجد أيضًا 22 موقعًا للتخيّيم البرّي في الجزء الخلفي من المنتزه. تمّ تجهيز هذه المواقع بالحطب ومراحيض الحفرة وطاولات النّزهة وحاويات تخزين الطّعام.
يوجد 15 موقعًا للتّنزه في الحديقة، عادةً على طول الطّرق والممرّات الرّئيسية، مثل واساغامينغ وبحيرة اودي وبحيرة موون. وقد تمّ تجهيز هذه المواقع بحفر للشّواء، ومراحيض، ومعظمها يتمتّع بإمكانية الوصول إلى مياه الشّرب.
يقع ملعب بحيرة كلير للغولف داخل حدود المنتزه على طول شواطئ بحيرة كلير. حصلت الدّورة على تقدير في العديد من منشورات الجولف في أمريكا الشّمالية. توجد ستّة ملاعب تنس احترافيّة في الحديقة الواقعة في موقع مدينة واساغامينج.

## إدارة

### متنزه قومي
تتمّ إدارة منتزه رايدنج ماونتن الوطنيّ من قبل وكالة باركس كندا، وهي فرع من حكومة كندا. على مرّ السّنين، تمّ التّركيز بشكل متزايد على الحفاظ على الحياة البريّة وكان التوسّع التّجاري داخل منتزه رايدنج ماونتن الوطنيّ محدودًا. يخضع أيّ بناء في الحديقة لتقيّيم الأثر البيئي بموجب قانون تقييم الأثر. يتمّ إجراء بحث مستمر في الحديقة فيما يتعلق بالمجموعات المفترسة وذوات الحوافر، والأنواع المهدّدة بالانقراض والأنواع الغازيّة، وحوض المياه، وإعادة إدخال الحرائق، وبيئة الأراضي العشبيّة.
يُسمح بالقوارب الآليّة في بحيرة كلير وبحيرة اودي. يمكن أيضًا استخدام بحيرة موون لركوب القوارب على الرّغم من أنّه يجب حمل المعدات لمسافة 300 متر. في بحيرة ويرلبول، وديب ليك، وبحيرة كاثرين، والبحيرات الريفية، يمكن استخدام القوارب غير الآلية فقط. جميع المراكب المائية الشّخصية محظورة داخل منتزه رايدينغ ماونتن الوطني. يُسمح فقط بالقوارب ذات المحركات رباعية الأشواط والمجهزة بحقن مباشر ثنائية الأشواط في بحيرة كلير. لا يُسمح للقوارب المجهزة بمحركات أخرى باستخدام البحيرة لأسباب بيئية. يتم فرض الحظر من قبل باركس كندا و RCMP .

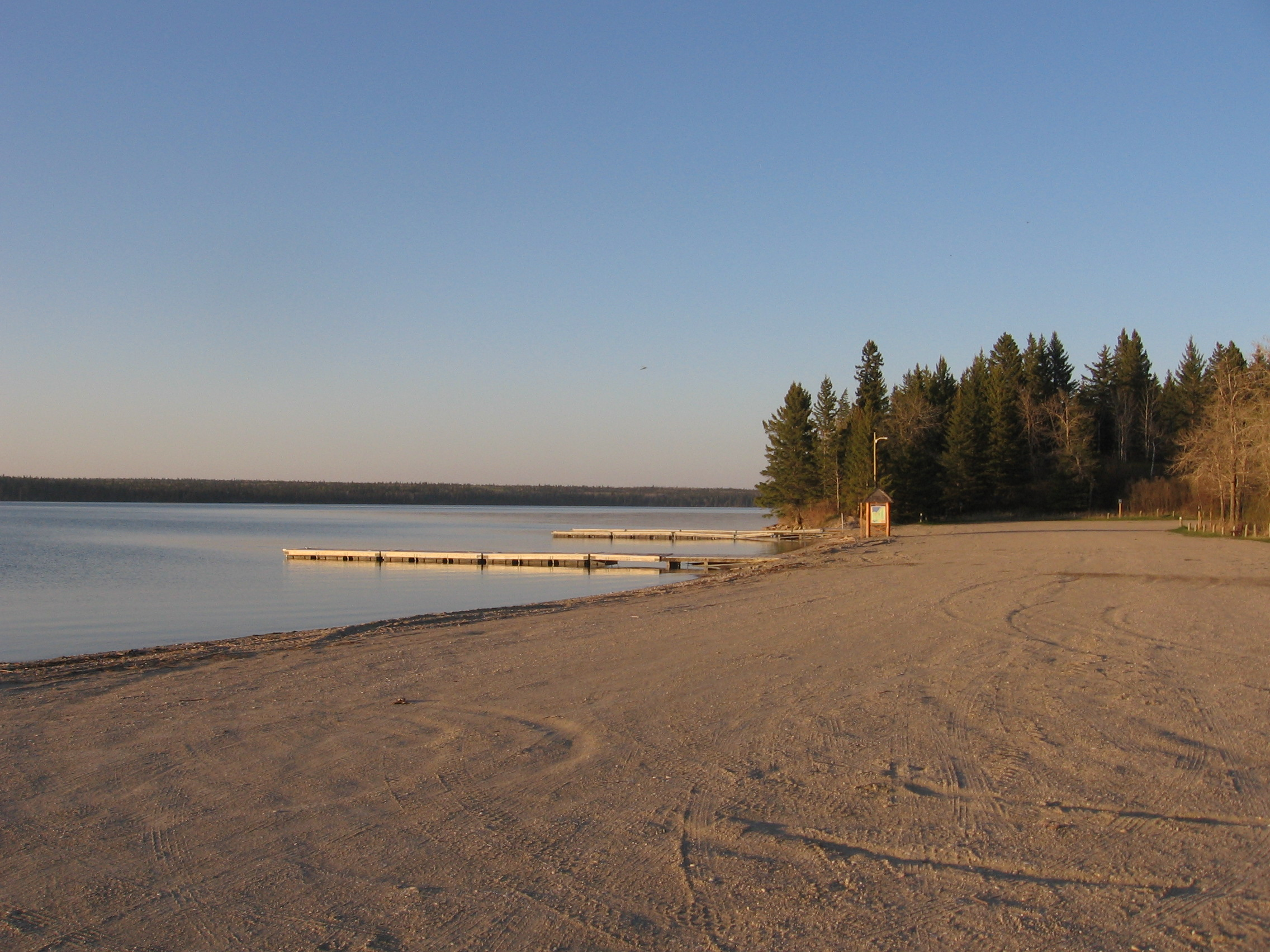
خليج القوارب بالقرب من واساغامينغ في منتزه رايدينغ ماونتن الوطني

يُسمح بالتّجديف والتّجديف بالكاياك في مياه الحديقة.
يُسمح بالصّيد على الجليد في بحيرة كلير خلال أشهر الشّتاء. يُسمح بالتّزلج على الجليد في بحيرة كلير للأنشطة المذكورة أعلاه فقط.
يجب أن تخضع جميع المراكب المائيّة داخل الحديقة للتّفتيش بحثًا عن الأنواع المائية الغازيّة. من الأمور المثيرة للقلق بشكل خاص داخل منتزه رايدينغ ماونتن الوطني منع إدخال عضلات الحمار الوحشي إلى بحيرة كلير.

### محمية المحيط الحيوي
عام 1986، قامت منظّمة الأمم المتّحدة للتّربية والعلم والثّقافة (اليونسكو) بتعيّين منتزه رايدنج ماونتن الوطنيّ والمنطقة المحيطة بمحميّة رايدنج ماونتن للمحيط الحيويّ، كجزء من برنامج الإنسان والمحيط الحيويّ. تمّ إنشاء منظّمة تطوّعية غير ربحية ويديرها ممثّلون من المنطقة المحيطة. شارك أحد عشر مجتمعًا في عملية تشاور عبر لجنة الاتصال بجبال ركوب الخيل (RMNLC) قبل تصنيف اليونسكو. عند إنشائها، ضمّت محميّة المحيط الحيوي 18 بلديّة، تمّ دمج العديد منها في عام 2015 نتيجة لقانون دمج بلديات مانيتوبا الذي سنّته حكومة مقاطعة مانيتوبا في عام 2013. تمّ إنشاء لجنة إدارة محميّات المحيط الحيوي (BRMC) للإشراف على المنطقة. أراضي محميّة المحيط الحيوي خارج منتزه رايدنج ماونتن الوطني مملوكة ومدارة للقطاعين الخاص والعام.

### الشراكة الأصلية
عام 1998، تّم التوقيع على اتّفاقية منتدى كبار المسؤولين من وكالة بينكيسيكووينن اوجيبواي ووكالة باركس كندا. تمّ إنشاء تحالف الأمم الأولى المهتم بمنتزه رايدنج ماونتن الوطني لاحقًا للحوار مع جميع الأمم الأولى المجاورة للمنتزه، ويتكوّن من أعضاء المعاهدات 2 و4 و1. أبرم التّحالف اتفاقية مع باركس كندا لتبادل الأفكار ووضعها موضع التنفيذ، وأنشأ في عام 2006 منتدى رايدنج ماونتن.